# 카스가노 야치요
카스가노 야치요(일본어: 春日野 八千代 かすがの やちよ[*], 본명: 이시이 요시코, 본명 한자: 石井 吉子 (いしい よしこ), 1915년   (다이쇼 4년) 11월 12일 ~ 2012년   (헤이세이 24년) 8월 29일)는 전 다카라즈카 가극단 전과 일본의 남역이다. 극단 명예이사도 맡았다. 전 호시구미ㆍ유키구미 주연 남역 급이다. 전 유키구미 조장이었다. 애칭은 "욧짱  (ヨッちゃん)", "욧짱센세  (ヨッちゃん先生)이다.

## 주요 이력
효고현 고베시 출신이다. 예명의 "카스가노  (春日野)"는 비파곡의 가사의 일부에서, "야치요  (八千代)"는 일본의 국가인 기미가요에서 따서 지었다.
전쟁 전, 전쟁 중, 전쟁 후에 걸쳐서 여러 가지 작품을 남기고, 단정한 미모에서 "백장미의 프린스", "영원한 꽃미남"이라는 별명을 얻는 등, 인기 남역 스타로 한 세기를 풍미했던 전설의 꽃미남 남역이다.
사망할 때까지, 다카라즈카 가극단 중역으로서 다카라즈카 가극단의 현역 단원이며, 다카라즈카 가극단 역사상 최연장 단원이었다.

## 약력ㆍ인물

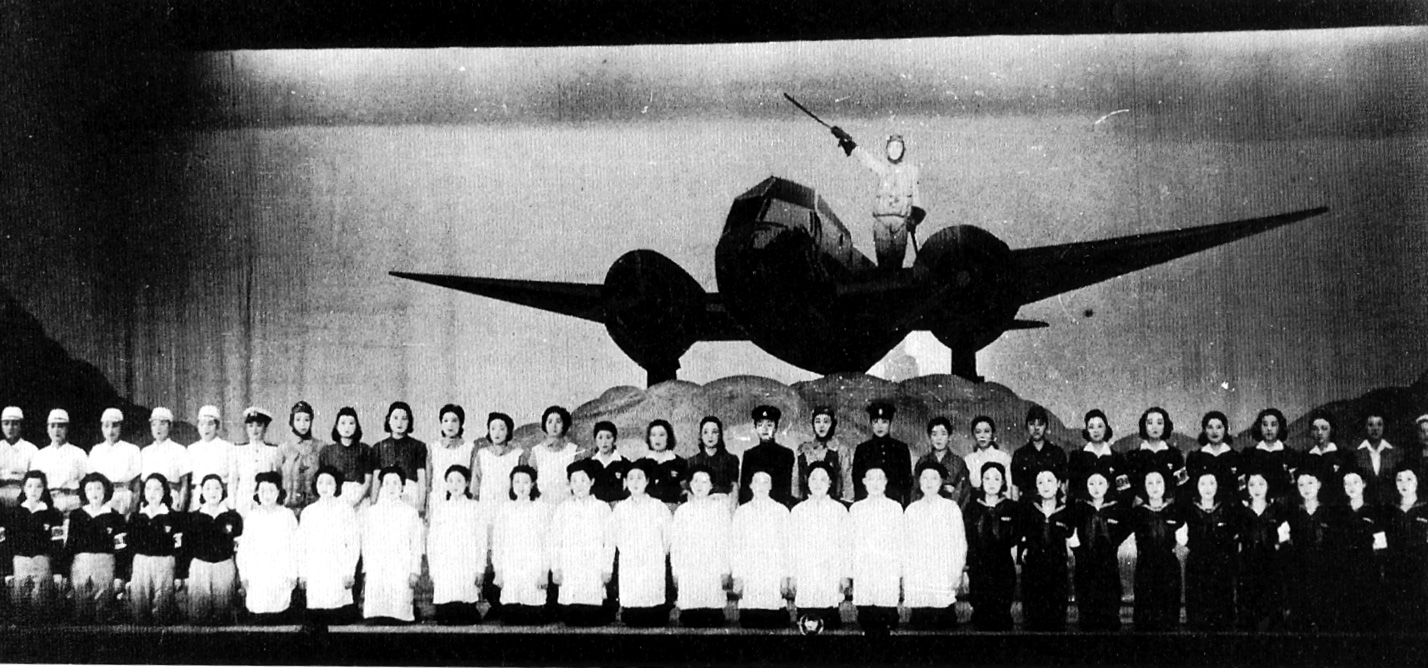
1944년, 다카라즈카 대극장 폐쇄 전 마지막 공연 「날개의 결전」. 단상 위에 있는 사람이 카스가노.

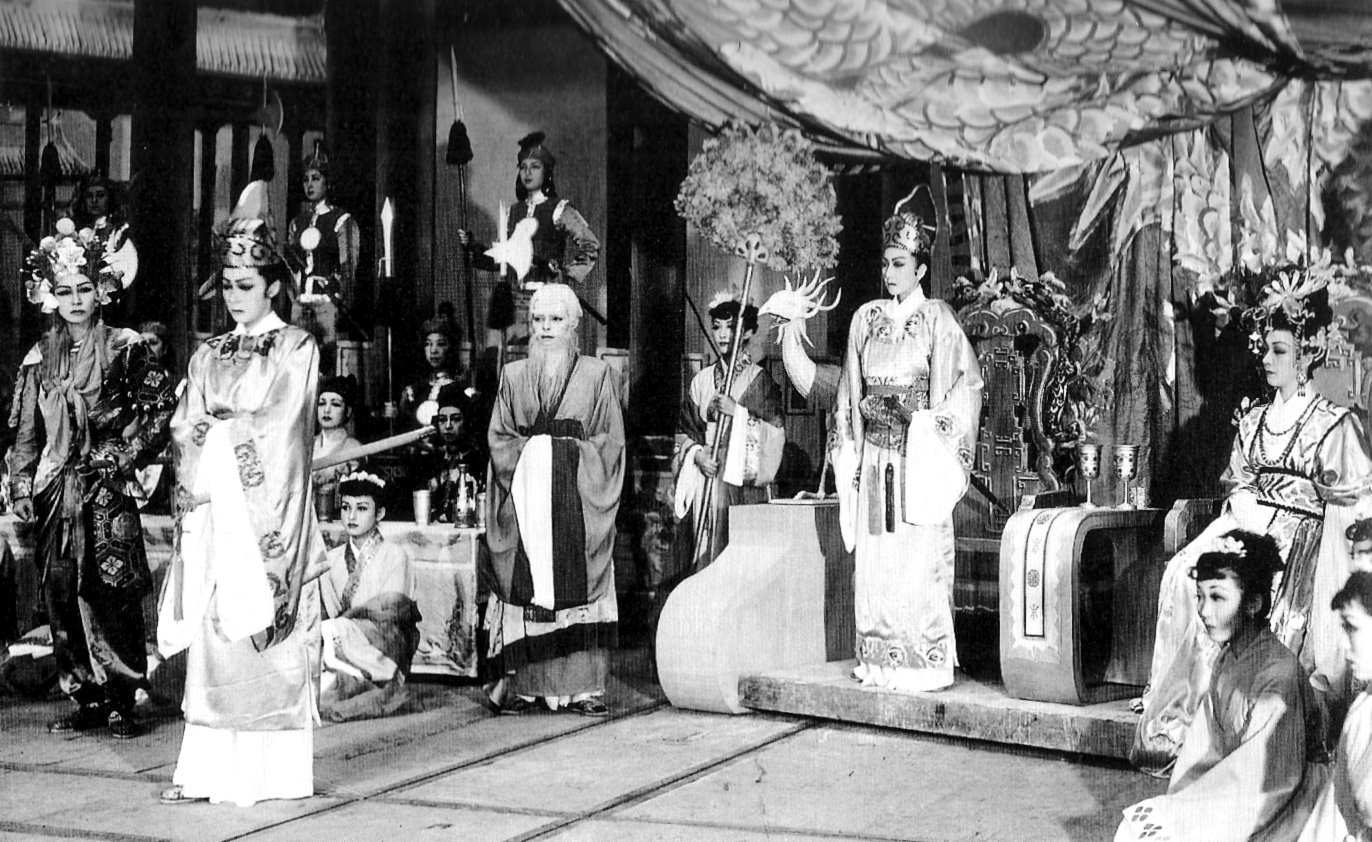
1951년 「우미인」 초연. 항우 역

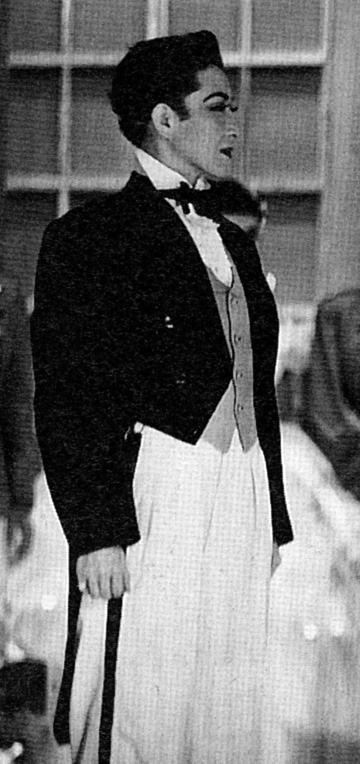
1954년 「너의 이름은 <바르샤바의 사랑이야기>」

1928년   (쇼와 3년), 다카라즈카 음악가극학교   (당시에는 음악학교와 가극단이 한몸이었음)에 입학, 이듬해인 1929년   (쇼와 4년)에 『하루노오도리』으로 초무대를 밟았다. 입단 당시 성적은 51명 중 37번이었다.
다카라즈카 가극단 18기생이고, 동기생으로는 아시하라 쿠니코, 후지노 타카네 등이 있고, 한 기수 밑에는 카미요 니시키, 소노이 케이코, 사쿠라 히사코 등이 있다. 입단 당시에는 여역이었으나, 키   (당시 일본인 여성으로서는 장신임) 문제 등으로 일찌감치 남역으로 전향했다.
츠키구미, 댄스 전과, 츠키구미를 거쳐, 1933년   (쇼와 8년)에 탄생한 호시구미로 이동했다. 유키구미, 하나구미, 유키구미를 거쳐, 1940년   (쇼와 15년)에 유키구미 부조장, 1945년   (쇼와 20년) 유키구미 조장, 1949년   (쇼와 24년) 가극단 이사에 취임하여, 아마츠 오토메와 같이 "다카라즈카의 보물"이라 불렸다. 1950년   (쇼와 25년)부터 연극 전과에 소속되었다. 가극단 사상, 희귀한 전 구미 경험자이기도 하다   (4개 조 체제 시기).
상대역을 연기한 여역으로는 이토이 시다레, 후카미도리 나츠요, 츠키오카 유메지, 아사지 시노부, 아사쿠라 미치코, 아라타마 미치요, 야치구사 카오루, 아리마 이네코, 오오토리 야치요, 하마 유우코, 오우기 치카게, 카모 사쿠라, 아즈사 마유미, 우에하라 마리, 마츠모토 유리 등을 들 수 있는데, 특히 오토와 노부코와의 콤비는 골든 콤비라고 불린다.
아와시마 치카게와는 아와지마가 현역 단원 시절에는 공연할 기회가 없었지만, 1997년   (헤이세이 9년)에 「아듀 도쿄 다카라즈카 극장」에서 처음 같이 공연하였다.
남역으로 활약한 후루사토 아케미, 아카시 테루코, 스미 하나요, 요도 카오루, 나치 와타루 등도 여역으로서 상대역을 맡았다.
주연 작품은 여럿 있지만, 1951년   (쇼와 26년)에 초연한 「우미인」의 항우로, 1952년   (쇼와 27년)에 초연한 「겐지모노가타리」의 히카루 겐지가 큰 호평을 받은 역이다. 또한, 「겐지모노가타리」의 히카루 겐지에 관해서, 이토 신스이는 "가장 겐지 다운 겐지", 하나야기 쇼타로는 "카스카노 겐지", 하세가와 카즈오는 "욧짱의 겐지에게는 졌다"라고 서로 각자 평하였다.
1956년   (쇼와 31년) 「로사 프라멘카」, 어람 공연  (황족이 관람)인 1958년   (쇼와 33년) 「코묘 황후」를 처음 연출도 했다. 그러나 여러 면에서 연출을 직업으로 삼는 데는 걸림돌이 있어 포기했다고 나중에 본인이 말했다.
1939년   (쇼와 14년) 미국 공연, 1966년   (쇼와 41년) 제 4회 하와이 공연에 참가하는 것과 동시에, 1961년   (쇼와 36년), 유럽 연극 시찰을 위해 유럽에 가있었다.
외부 출연도 많고, 하세가와 카즈오, 2대 오노에 쇼로쿠, 야마다 이스즈 등과 공동 출연했으나, 여역이 정신적으로 부담스럽기 때문에, 1981년   (쇼와 56년) 이후에는 일체 거절하고 있다. 「하나야기 무용 연구회」, 「3세 하나야기 쥬스케 계승 피로」, 나고야오도리 등 일본 무용 무대에도 출연했다.
1964년   (쇼와 39년), 효고현 문화상을 수상. 1979년   (쇼와 54년) 자수포장을 수상. 1984년   (쇼와 59년) 다카라즈카시 문화 공로상을 수상. 1986년   (쇼와 61년) 훈4등 보관장을 수훈. 1999년   (헤이세이 11년) 다카라즈카시 명예시민이 되다. 2006년   (헤이세이 18년) 효고현 고령자 특별상을 수상.
말년까지 축전공연에 대한 특별출연과 다카라즈카 무용회를 활동의 중심으로 하고 있어 최근의 다카라즈카 무용회에서는 4세 하나야기 쥬스케   (5세 하나야기 요시지로) 안무에 의한 신작 무용이 피로되는 일이 많았다.
2004년   (헤이세이 16년) 5월 2일, 「비상무한」 도쿄 다카라즈카 극장 공연 천추락 이후 컨디션이 나빠 무대에서 멀어졌지만, 2006년   (헤이세이 18년), 다카라즈카 대극장에서 열린 「제 47회 다카라즈카 무용회」에서 약 2년 5개월만에 무대에 복귀해 야마토악 「나미다 이쿠시마」를 추었다.
2007년   (헤이세이 19년)은 1월 25일에 다카라즈카 대극장에 열린 「코바야시 이치조 사후 50년 추모 스페셜 『맑고 바르고 아름답게』 - 그 가르침을 지켜가며-」에 출연, 10월 19일에는 다카라즈카 대극장에 열린 「제 48회 다카라즈카 무용회」에 전년에 이어 출여해, 장창 『후리소데 키쿠』를 추었다.
2008년   (헤이세이 20년)은 10월 24일에 다카라즈카 대극장에 열린 「제 49회 다카라즈카 무용회」에 출연하여, 자신의 팬이자 과거 다카라즈카 무용회에서도 함께 출연했던 3세 하나야기 쥬스케를 추모하는 뜻으로 「하마 유키히라」를 추었다.
2009년   (헤이세이 21년) 4월, 1929년   (쇼와 4년) 4월에 초무대부터 세어보니, 무대 생활 80주년을 맞이했다. 같은 해 6월 15일, 다카라즈카 대극장에서 행해진 「다카라즈카 가극 95주년 기념 『가극』 통권 1000호 기념 스페셜 100년에의 길」의 토크 코너에서 스페셜 게스트로 출연했다.
2012년   (헤이세이 24년) 8월 29일, 폐렴을로 96세의 나이로 사망하였다. 9월 26일에 다카라즈카시의 다카라즈카 바우홀에서 카스카노의 가극단장이 행해져, 팬들과 졸업생  (퇴단자) 등 약 1000명이 참가했다. 다카라즈카 가극단이 재적 중인 학생에게 가극단장을 집전한 것은, 1958년   (쇼와 33년)에 다카라즈카 대극장에서 열렸던 공연에 출연하던 도중, 착용하고 있던 의상 드레스의 옷자락이 리프트  (세리)의 구동 부분에 휘말려 사망한 카츠키 히로미와, 1980년   (쇼와 55년)에 사망한 아마츠 오토메에 이어 3번째이다.
2014년, 다카라즈카 가극단 100주년을 기념해 창립된 「다카라즈카 가극 전당」에, 최초 100인 중 첫번째로 전당에 입성하였다.

## 약력
- 1928년 - 다카라즈카 음악가극학교에 입학.
- 1929년 4월 - 초무대 『하루노오도리』, 츠키구미 배속

이후 조 이동을 거쳐, 다양한 작품에서 주연을 맡는다.
- 1933년 - 호시구미 주연 남역
- 1936년 - 유키구미 주연 남역
- 1938년 - 하나구미로 이동
- 1939년 - 유키구미 주연 남역으로 재활동
- 1940년 - 유키구미 부조장 취임   (주연 남역 겸임)
- 1945년 - 유키구미 조장 취임   (주연 남역 겸임)
- 1949년 11월 - 다카라즈카 가극단 이사에 취임

주연 남역에 대해서는 현재처럼 고정이 아닌 작품마다 주연이 달랐다.
- 1950년 - 연극 전과에 소속
- 1964년 11월 - 효고현 문화상 수상
- 1979년 4월 - 자수 포장   (훈장) 수상
- 1984년 4월 - 다카라즈카시 문화공로상 수상
- 1986년 4월 - 훈4등 보관장 수상
- 1992년 6월 - 다카라즈카 크리에티브 아트   (주식회사 다카라즈카 기획) 이사 취임
- 1999년 - 다카라즈카시 명예시민이 되다
- 2001년 - 제 26회 키쿠타 카즈오 연극상 특별상 수상
- 2001년 6월 - 주식회사 다카라즈카 크리에이티브 아트 이사 퇴임
- 2006년 6월 - 다카라즈카 가극단 명예이사
- 2006년 10월 - 효고현 고령자 특별상 수상

## 에피소드

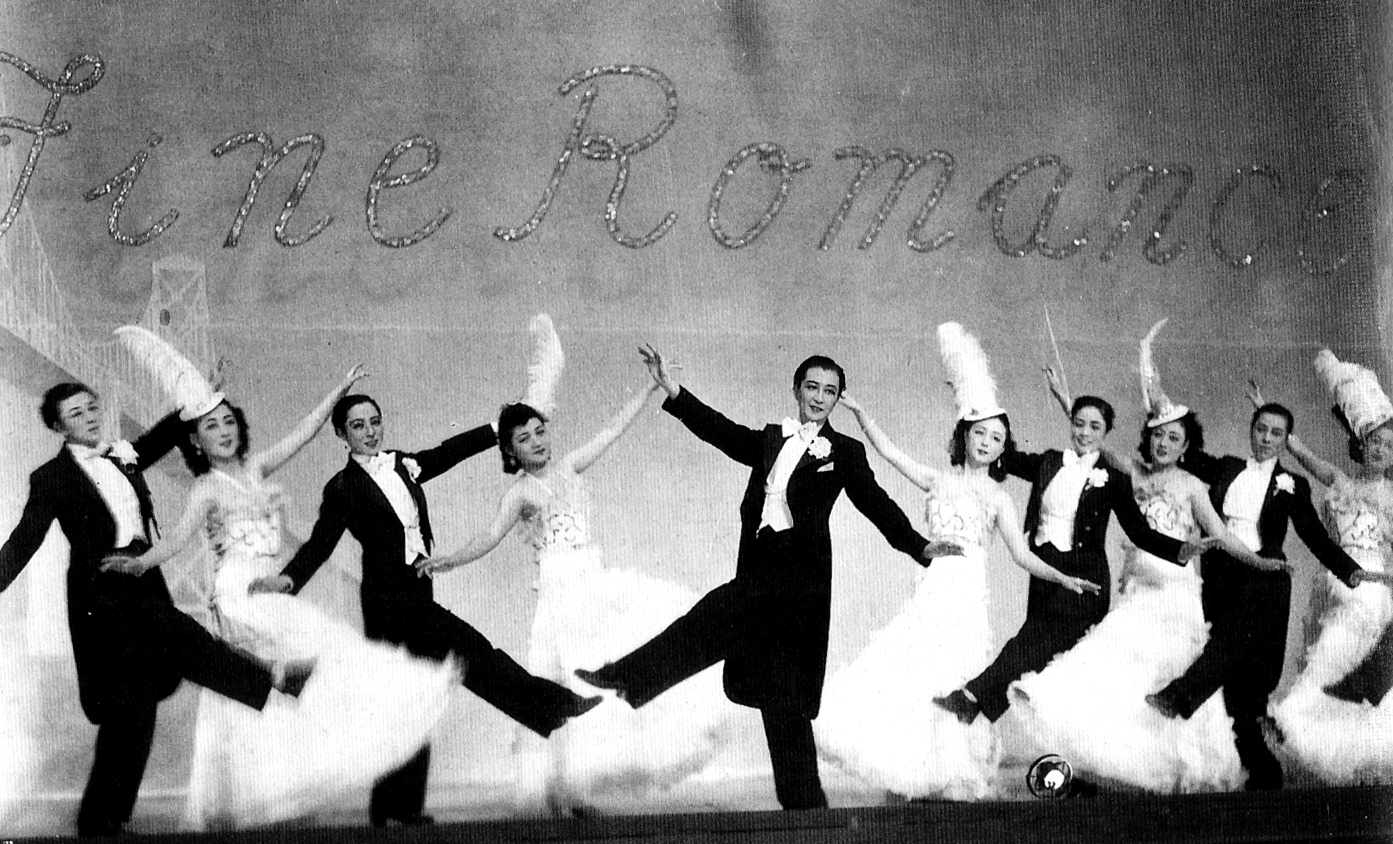
1947년 「파인 로맨스」. 중앙이 카스가노. 오른쪽이 오토와 노부코

현대에 이어진 다카라즈카 꽃미남 남역의 원점을 하나를 창조해, 남역을 "예  (藝)"로서 확립시킨 존재이며, 다카라즈카 가극의 오랜 역사에 있어서의 최대의 스타, 그리고 최대의 정신적 지주라고 할 수 있다.
여성적인 부드럽고 품격있는 외모에 의연, 늠름한 자세, 싹싹한 남자부터 남성다운 열혈한까지 표현해내면서빈틈없는 탁월한 연기력이 있어 연기 이외에는 일본무용   (명취명  (나토리나) : 하나야기 로쿠야치요), 춤이 뛰어난 남역이기도 했다.
예명인 "카스가노 야치요"는 카스가노의 아버지가 5개 정도 생각한 것 중에서 히키타 이치로   (후의 이사장)이 선택했다고 한다   (카스가노의 아버지는 "시키시마 미치코  (敷島道子)"가 좋다고 말했지만, 카스가노는 "그런 담배같은 이름은 싫어"라고 생각하고 있었다고 한다.
입단 초기에는 여역이었지만, 남역 지망이었고, 이를 동기인 후지노 타카네   (하나야기 로쿠슌)에게 털어놓았더니 "너가 남역이 되면 천재지변이 일어날거야" 라는 답변을 들었다고 한다.
6대 오노에 키쿠고로는 1947년   (쇼와 22년) 『다카라즈카오도리에 / 파인 로맨스』 일본 극장 공연   (전후 첫 도쿄 공연)을 본 뒤, "저 사람 잘하는 배우네. 일본물의 젊은 시절 연기도 미남을 잘 아네"라고 평했다.
하나부사 타로는 1951년   (쇼와 26년)에 개봉한 영화 『정광일대녀  (情艶一代女)』에서 연기가 "정광하지 못하다"는 평을 들었을 때, "색기 없다고 신경 쓰지 마라, 카스가노 야치요는 남자다"라고 명함 뒤에 쓰고, 토호에 지참했다.
개다가 전쟁 중ㆍ전후의 학생수 격감기에 유키구미 부조장ㆍ조장 직에 있던 적도 있어 후배의 지도에도 열심이며, 다카라즈카 가극 뿐 아니라 전후 연예계에 대한, 그 공적은 비견할 바가 없을 정도로 크다.
오토와 노부코는 "인간적으로는 아주 좋은 분, 하지만 무대에서는 매우 엄하다. 안됀다고 몇번이나 다시 시켜   (나도 서툴러서 어쩔 수 없었지만), 「너같은 뚱딴지 같은 상대역 처음이야」라고 혼나서, 엄격하게 교육 받았다" 라고 이야기 하고 있다.   (카스가노는 당시를 회상해보고, 패전을 알았을 때도 처음으로 큰 역을 맡은 오토와를 친절히 가르치고 이끄는 것으로 머리가 그 생각으로 가득차 있었다고 한다)
카라 쥬로는, 1969년에 카스가노를 주인공으로 한 희곡 『소녀가면』을 와세다 소극장   (스즈키 타다시)을 위해 써내려갔고, 이듬해 제 15회 키시다 국사희곡상을 수상했다.
타카기 시로는 1979년   (쇼와 54년) 자수포장 수상 파티 때 "욧짱이 다카라즈카를 그만두지 않고 열심히 했기 때문에 이 다카라즈카 전통이 이어지고 있다"고 인사했다.
야마다 이스즈는 그 생전에 카스가노와 외부 출연시에 공동 출연했을 때, 여역을 연기하는 카스가노에 대해 "여성적인 색기가 있는 연극이 부럽다"라고 이야기 했다.
4세 하나야기 쥬스케는 대담에서 "카스가노씨는 소재로 재밌어요. 좀처럼 지금으로서는 여기까지 형태를 만들 수가 없어요. 기예에 깊이가 있어요. 서랍도 많아요. 몸을 움직이는 것만이 아닌 깊이가 나오는 것입니다. 조금만 움직여도 틀에 충실하며 마음을 담아 춤 출 수 있으니까"라고 이야기 했다.
카스가노 자신은 말년까지 "다카라즈카 가극단은 시대에 호응한 불사조이기를 바라며, 품격과 무대 위에서의 예절과 겸허함, 이 세가지 만은 다카라즈카 학생들이 어떤 일이 있어도 계속 지켜나가길 바란다"라고 생각했다.
말년에는 현역 단원과 극단 관계자 뿐만아니라 팬들에게까지 "카스가노 센세  (春日野先生)", "욧짱센세  (よっちゃん先生)"라고 불리며 경애받았다.

## 출연 작품

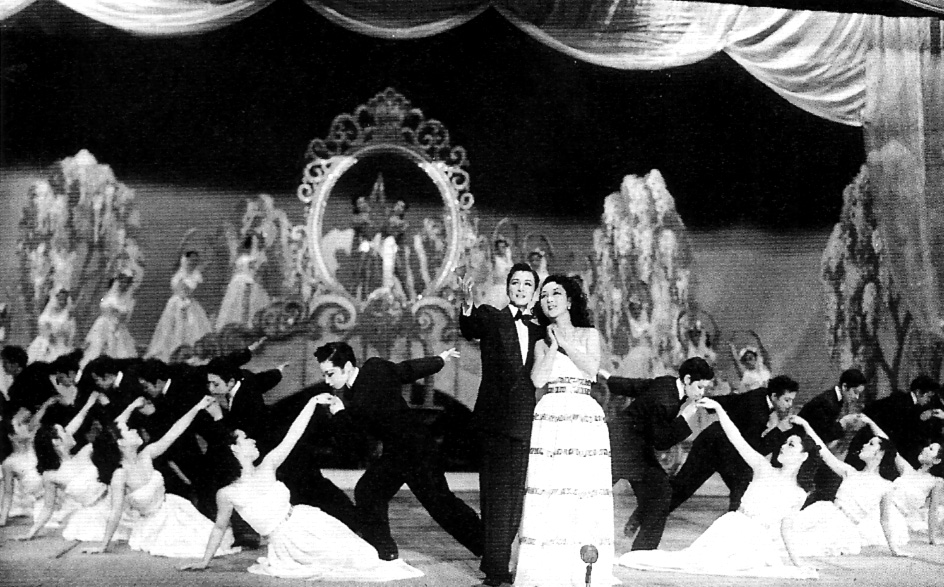
1951년 「하얀 꽃의 슬픈 노래」 (가운데가 카스가노. 오른쪽이 아사쿠라 미치코)

### 내부 공연
| 다카라즈카 내부 공연 | 다카라즈카 내부 공연 | 다카라즈카 내부 공연                                                                                     | 다카라즈카 내부 공연                    | 다카라즈카 내부 공연 | 다카라즈카 내부 공연                                   |
| 기간                 | 소속                 | 제목 | 공연장                                  | 배역                 | 비고                                                   |
| -------------------- | -------------------- | --- | --------------------------------------- | -------------------- | ------------------------------------------------------ |
| 1930년대             |                      | |                                         |                      |                                                        |
| 1933년               | 호시                 | 반지의 행방 / 두들겨맞은 의사 / 오쿠니 가부키                                                            |                                         |                      |                                                        |
| 1933년               | 호시                 | 류샤쉬링가 / 여우 / 하나시슈                                                                             |                                         |                      |                                                        |
| 1934년               | 호시                 | 아사츠마후네 / 어기의 소나무 / 럭키엘                                                                    |                                         |                      |                                                        |
| 1934년               | 호시                 | 헌상한 무 / 위너 모델                                                                                    |                                         |                      |                                                        |
| 1934년               | 호시                 | 관과 신부 / 걸작 / 침종 / 우울부인                                                                       |                                         |                      |                                                        |
| 1934년 12월          | 호시                 | 옛날이야기 토리무스메 / 천일주 / 멕시코 장미                                                             | 중극장                                  |                      |                                                        |
| 1935년               | 호시                 | 보삼번수 / 오하리엣 / 마음의 등화 / 하루노오도리 (유선미)                                                |                                         |                      |                                                        |
| 1935년               | 호시                 | 궁사 / 마리오네트                                                                                        |                                         |                      |                                                        |
| 1935년 12월          | 호시                 | 마담 페이튼 / 신혼 1과 / 바비                                                                            | 중극장                                  |                      |                                                        |
| 1936년               | 호시                 | 신부 특급 / 야나기무스메 / 아빠는 앉아서 조는걸 좋아해 / 슬픈 광대 / 하루노오도리 (히나마츠리 번호 포함) |                                         |                      |                                                        |
| 1936년               | 호시                 | 메이지 항담 / 경기병과 장미 아가씨                                                                       |                                         |                      |                                                        |
| 1936년               | 유키                 | 태부우산 / 후나소케이 / 라 로맨스                                                                        |                                         |                      |                                                        |
| 1936년 12월          | 유키                 | 밤하늘의 노래 / 아시카리 / 세레나데                                                                      |                                         |                      |                                                        |
| 1937년               | 유키                 | 하루노오도리 / 브라이어 로즈                                                                             |                                         |                      |                                                        |
| 1937년 12월          | 유키                 | 야마부시 접대 / 빛은 동쪽보다                                                                            | 중극장                                  |                      |                                                        |
| 1937년               | 유키                 | 신판 츄신구라                                                                                            | 키타노극장                              |                      | 합동                                                   |
| 1938년               | 유키                 | 풍운 나가사키 시대 / 다카라즈카 오케스트라의 소녀                                                        |                                         |                      |                                                        |
| 1938년               | 유키                 | 일본 여성 / 즐거운 그림책                                                                                |                                         |                      |                                                        |
| 1938년               | 유키                 | 당세 며느리 선택 / 양쯔강                                                                                |                                         |                      |                                                        |
| 1938년 12월          | 하나                 | 이바라키                                                                                                 | 중극장                                  |                      |                                                        |
| 1938년               | 하나                 | 세개의 왈츠                                                                                              | 키타노극장                              |                      |                                                        |
| 1939년               | 하나                 | 일본역사그림책                                                                                           |                                         |                      |                                                        |
| 1939년               | 하나                 | 미국 공연                                                                                                |                                         |                      | 4월 5일 요코하마 출항 7월 4일 고베 귀항                |
| 1939년               | 유키                 | 일본명곡집                                                                                               |                                         |                      |                                                        |
| 1939년               | 유키                 | 후나벤케이 / 가부키 그림책                                                                               | 키타노극장                              |                      | 합동                                                   |
| 1940년대             |                      | |                                         |                      |                                                        |
| 1940년               | 유키                 | 후지 태고 / 일본 명소 도화                                                                               |                                         |                      |                                                        |
| 1940년               | 유키                 | 적십자기는 나아간다 / 카츠히로 / 사이언스 쇼                                                             |                                         |                      | 전쟁 전 마지막 흑연미 의상                             |
| 1940년               | 유키                 | 개미 / 사이판 파라오                                                                                     |                                         |                      |                                                        |
| 1940년               | 유키                 | 단풍놀이 / 아이마 진군가                                                                                 |                                         |                      |                                                        |
| 1940년               | 유키                 | 적십자기는 나아간다 / 몽견증아 / 타카라즈카 츄신구라                                                     | 키타노극장                              |                      | 합동                                                   |
| 1941년               | 유키                 | 귀와 눈과 입과 / 총력 / 벚꽃                                                                             |                                         |                      |                                                        |
| 1941년               | 유키                 | 풍요가 / 유미하리츠키                                                                                    |                                         |                      |                                                        |
| 1941년               | 유키                 | 남녀도성사 / 바다를 건너는 노래                                                                          |                                         |                      |                                                        |
| 1941년               | 유키                 | 승합선 / 요시노 타다노부 / 다카라즈카 카구야히메                                                         | 키타노극장                              |                      | 합동                                                   |
| 1942년               | 유키                 | 여부 사자 / 베이징                                                                                       |                                         |                      |                                                        |
| 1942년               | 유키                 | 돌아오는 다리 / 피노키오                                                                                 |                                         |                      |                                                        |
| 1942년               | 유키                 | 남조 슬픈 시 / 콜로어 이야기                                                                             |                                         |                      |                                                        |
| 1942년               | 유키                 | 서유기                                                                                                   | 키타노극장                              |                      | 합동                                                   |
| 1943년               | 유키                 | 모모타로 / 미치노쿠의 노래                                                                               |                                         |                      |                                                        |
| 1943년               | 유키                 | 사토 형제의 아내 / 해군                                                                                  |                                         |                      |                                                        |
| 1943년               | 유키                 | 타케쿠라베 / 전희는 여기에도                                                                             |                                         |                      |                                                        |
| 1943년               | 유키                 | 토가노모노가타리 / 렌카코토                                                                              |                                         |                      |                                                        |
| 1943년               | 유키                 | 태양의 아이들                                                                                            | 키타노극장                              |                      |                                                        |
| 1944년               | 유키                 | 권진장 / 날개의 결전                                                                                     |                                         |                      | 다카라즈카 대극장 폐쇄                                 |
| 1944년               | 유키                 | 제 3회 만주공연                                                                                          |                                         |                      | 9월 26일 출발 12월 7일 귀국                            |
| 1946년               | 유키                 | 카르멘 / 하루노오도리 (사랑의 꿈)                                                                        |                                         |                      | 다카라즈카 대극장 재개 당시의 컬러 필름이 현존함.      |
| 1946년               | 유키                 | 시원한 바람 / 인어공주                                                                                   |                                         |                      |                                                        |
| 1946년               | 유키                 | 마두루카 / 나비상 (蝶々さん)                                                                             |                                         |                      |                                                        |
| 1947년               | 유키                 | 추억 / 파인 로맨스                                                                                       |                                         |                      |                                                        |
| 1947년               | 유키                 | 남쪽의 애수 / 세계의 꽃                                                                                  |                                         |                      |                                                        |
| 1947년               | 유키                 | 야마조와 아쿠니 / 한여름 밤의 꿈                                                                         |                                         |                      |                                                        |
| 1947년               | 유키                 | 후나벤케이 / 리라꽃 필 무렵                                                                              |                                         |                      |                                                        |
| 1948년               | 유키                 | 이른 봄 악보 / 베네치아 이야기                                                                           |                                         |                      |                                                        |
| 1948년               | 유키                 | 아를의 여자 / 은지승제일공훈                                                                             |                                         | 상                   |                                                        |
| 1948년               | 유키                 | 야지키타 도중기 / 두개의 얼굴                                                                            |                                         |                      |                                                        |
| 1948년               | 유키                 | 야학쌍지 / 알로하 오에                                                                                   |                                         |                      |                                                        |
| 1949년               | 유키                 | 햄릿 |                                         |                      |                                                        |
| 1949년               | 유키                 | 비엔나 왈츠                                                                                              |                                         |                      |                                                        |
| 1950년대             |                      | |                                         |                      |                                                        |
| 1950년               | 유키                 | 요염 / 호프만 이야기                                                                                     |                                         |                      |                                                        |
| 1950년               | 유키                 | 너를 부르는 노래                                                                                         |                                         |                      |                                                        |
| 1951년               | 전과                 | 하얀 꽃의 슬픈 노래 (엘레지)                                                                             |                                         |                      | 유키구미 공연                                          |
| 1951년               | 전과                 | 남십자성은 빛난다                                                                                        |                                         |                      | 유키구미 공연                                          |
| 1951년               | 전과                 | 우미인                                                                                                   |                                         |                      | 호시구미 공연                                          |
| 1951년               | 전과                 | 우미인                                                                                                   | 하나구미 공연                           |                      |                                                        |
| 1951년               | 전과                 | 꽃의 풍토기                                                                                              |                                         |                      | 유키구미 공연                                          |
| 1952년               | 전과                 | 겐지모노가타리                                                                                           |                                         |                      | 하나구미 공연                                          |
| 1952년               | 전과                 | 투란도트 (칼라프 왕자의 모험)                                                                            |                                         |                      | 츠키구미 공연                                          |
| 1952년               | 전과                 | 투란도트 (칼라프 왕자의 모험)                                                                            | 호시구미 공연                           |                      |                                                        |
| 1953년               | 전과                 | 백련기                                                                                                   |                                         |                      | 호시구미 공연                                          |
| 1953년               | 전과                 | 장미의 대지                                                                                              |                                         |                      |                                                        |
| 1954년               | 전과                 | 권진장 / 인간 만세                                                                                       |                                         |                      | 유키구미 공연                                          |
| 1954년               | 전과                 | 시라이 콘파치 / 왕춘 찬가                                                                                |                                         |                      | 하나구미 공연                                          |
| 1954년               | 전과                 | 하루노오도리 (다카라즈카 이야기)                                                                         |                                         |                      | 호시구미 공연                                          |
| 1954년               | 전과                 | 하루노오도리 (다카라즈카 이야기)                                                                         | 유키구미 공연                           |                      |                                                        |
| 1954년               | 전과                 | 러브 퍼레이드                                                                                            |                                         |                      | 호시구미 공연 당시의 컬러 필름이 현존 함               |
| 1954년               | 전과                 | 너의 이름은 (바르샤바의 사랑이야기)                                                                      |                                         |                      | 하나구미 공연                                          |
| 1955년               | 전과                 | 우미인                                                                                                   |                                         |                      | 호시구미 공연 당시의 컬러 필름이 현존 함               |
| 1955년               | 전과                 | 눈 이야기 / 노란색 머플러                                                                                |                                         |                      | 츠키구미 공연 당시 컬러 필름이 현존함                  |
| 1955년               | 전과                 | 키스멧                                                                                                   |                                         |                      | 하나구미 공연 당시 컬러 필름이 현존함                  |
| 1956년               | 전과                 | 로사 플라멩카 (스페인의 열정)                                                                            |                                         |                      | 호시구미 공연 처음 연출도 담당                         |
| 1956년               | 전과                 | 인디언 러브콜                                                                                            |                                         |                      | 츠키구미 공연                                          |
| 1956년               | 전과                 | 밤안개의 사람                                                                                            |                                         |                      | 유키구미 공연                                          |
| 1957년               | 전과                 | 겐지모노가타리                                                                                           |                                         |                      | 츠키구미 공연                                          |
| 1957년               | 전과                 | 요노스케와 일곱 여자                                                                                     |                                         |                      | 호시구미 공연 연출도 담당                              |
| 1958년               | 전과                 | 연인이여 나에게 돌아와라                                                                                 |                                         |                      | 츠키구미 공연                                          |
| 1958년               | 전과                 | 연인이여 나에게 돌아와라                                                                                 | 호시구미 공연                           |                      |                                                        |
| 1958년               | 전과                 | 코묘 황후                                                                                                |                                         |                      | 호시구미 공연 연출도 담당. 쇼와 천황ㆍ고준 황후가 관극 |
| 1958년               | 전과                 | 꽃의 향연                                                                                                |                                         |                      | 유키구미 공연                                          |
| 1958년               | 전과                 | 흰 매화나무                                                                                              |                                         |                      | 호시구미 공연 연출도 담당                              |
| 1959년               | 전과                 | 코이캇파 / 츠바키히메                                                                                    |                                         |                      | 하나구미 공연                                          |
| 1959년               | 전과                 | 아사마의 전하 / 달 레이크의 사랑                                                                         |                                         |                      | 츠키구미 공연 연출도 담당                              |
| 1959년               | 전과                 | 유미하리츠키                                                                                             |                                         |                      | 유키구미 공연                                          |
| 1960년대             |                      | |                                         |                      |                                                        |
| 1960년               | 전과                 | 불타는 빙하                                                                                              |                                         |                      | 하나구미 공연                                          |
| 1960년               | 전과                 | 불타는 빙하                                                                                              | 호시구미 공연                           |                      |                                                        |
| 1960년               | 전과                 | 화려한 천박자                                                                                            |                                         |                      | 호시구미 공연                                          |
| 1961년               | 전과                 | 몽롱한 밤의 겐지                                                                                         |                                         |                      | 하나구미 공연                                          |
| 1961년               | 전과                 | 사막으로 사라지다                                                                                        |                                         |                      | 유키구미 공연                                          |
| 1962년               | 전과                 | 메이드 인 닛폰                                                                                           |                                         |                      | 호시구미 공연                                          |
| 1962년               | 전과                 | 카투사 이야기                                                                                            |                                         |                      | 호시구미 공연                                          |
| 1962년               | 전과                 | 공주 거미 / 다카라젠느에게 영광 있으라                                                                   |                                         |                      | 하나 / 호시 합동                                       |
| 1963년               | 전과                 | 불사조의 날개 불타도고                                                                                   |                                         |                      | 유키구미 공연                                          |
| 1963년               | 전과                 | 불사조의 날개 불타도고                                                                                   | 호시구미 공연                           |                      |                                                        |
| 1964년               | 전과                 | 춤사위 (舞拍子)                                                                                          |                                         |                      | 츠키 / 호시 합동                                       |
| 1964년               | 전과                 | 샹그리라                                                                                                 | 도쿄 다카라즈카 극장                    |                      | 호시구미 공연                                          |
| 1964년               | 전과                 | 호쥬 (宝寿)                                                                                              |                                         |                      | 하나 / 유키 합동 츠키 / 호시 합동                      |
| 1964년               | 전과                 | 일본의 선율                                                                                              |                                         |                      | 츠키구미 공연                                          |
| 1965년               | 전과                 | 하나비키라쿠                                                                                             |                                         |                      | 츠키구미 공연                                          |
| 1965년               | 전과                 | 바다의 꽃선녀                                                                                            |                                         |                      | 츠키구미 공연 연출도 담당                              |
| 1966년               | 전과                 | 일본의 환상                                                                                              |                                         |                      | 하나구미 공연                                          |
| 1966년               | 전과                 | 제 4회 하와이 공연 닛폰오도리 그림책 / 레인보우 다카라즈카                                               |                                         |                      |                                                        |
| 1966년               | 전과                 | 수도의 강                                                                                                |                                         |                      | 호시구미 공연                                          |
| 1967년               | 전과                 | 백로 |                                         |                      | 하나구미 공연 연출도 담당                              |
| 1968년               | 전과                 | 메남에 붉은 꽃이 지다                                                                                    |                                         |                      | 하나구미 공연                                          |
| 1969년               | 전과                 | 썰물 (引き潮)                                                                                            | 다카라즈카 예술극장 다카라즈카 신예극장 |                      | 예술극장에서의 첫번째 공연                             |
| 1969년               | 전과                 | 두루마리 (纏おけさ)                                                                                      |                                         |                      | 츠키구미 공연                                          |
| 1970년대             |                      | |                                         |                      |                                                        |
| 1970년               | 전과                 | 이바라키도우지                                                                                           |                                         |                      | 츠키구미 공연                                          |
| 1970년               | 전과                 | 다카라즈카 EXPO'70ㆍ시키노오도리 그림책                                                                  |                                         |                      | 유키구미 공연                                          |
| 1970년               | 전과                 | 갈매기여 파도를 넘어                                                                                     |                                         |                      | 츠키구미 공연                                          |
| 1971년               | 전과                 | 꽃이 지고 진다                                                                                           |                                         |                      | 하나구미 공연                                          |
| 1972년               | 전과                 | 언젠가 랑데부                                                                                            |                                         |                      | 호시구미 공연                                          |
| 1973년               | 전과                 | 다카라즈카 명곡선                                                                                        |                                         |                      | 하나구미 공연                                          |
| 1974년               | 전과                 | 꽃의 아가씨 키치자                                                                                       |                                         |                      | 하나구미 공연                                          |
| 1975년               | 전과                 | 휘파람새가 지저귀다                                                                                      |                                         |                      | 츠키구미 공연                                          |
| 1977년               | 전과                 | 보무초 (宝舞抄)                                                                                          |                                         |                      | 하나구미 공연                                          |
| 1980년대             |                      | |                                         |                      |                                                        |
| 1980년               | 전과                 | 하나코소데                                                                                               |                                         |                      | 하나구미 공연 자수포장 수상 기념                       |
| 1984년               | 전과                 | 꽃공양                                                                                                   | 바우홀                                  |                      |                                                        |
| 1985년               | 전과                 | 화몽환                                                                                                   |                                         |                      | 유키구미 공연                                          |
| 1987년               | 전과                 | 다카라즈카오도리찬가                                                                                     |                                         |                      | 유키구미 공연 훈사등 보관장 수훈 기념                  |
| 1990년대             |                      | |                                         |                      |                                                        |
| 1992년               | 전과                 | 백선화집                                                                                                 |                                         |                      | 하나구미 공연                                          |
| 1993년               | 전과                 | 호쥬쇼                                                                                                   |                                         |                      | 호시구미 공연 다카라즈카 대극장 코케라오토시           |
| 1996년               | 전과                 | 꽃은 꽃이다                                                                                              |                                         |                      | 하나구미 공연                                          |
| 2000년대             |                      | |                                         |                      |                                                        |
| 2001년               | 전과                 | 지금 제비꽃 피다                                                                                         | 도쿄 다카라즈카 극장                    |                      | 츠키구미 공연 도쿄 다카라즈카 극장 코케라오토시        |
| 2004년               | 전과                 | 비상무한                                                                                                 |                                         |                      | 하나구미 공연                                          |

### 다카라즈카 무용회
- 제 1회 다카라즈카 무용발표회 (1953년 1월 9일・10일) 島の千歳
- 다카라즈카 무용연구회 (1953년 3월 6일 - 8일) 島の千歳 - 帝国劇場公演。
- 제 2회 다카라즈카 무용연구회 (1954년 5월 21일) 勢獅子
- 다카라즈카 무용연구회　ゆかた会 (1958년 9월 5일・6일) - 宝塚新芸劇場公演。
- ゆかた会 (1960년 9월 12일) 助六
- 宝塚歌劇舞踊会　ゆかた会 (1962년 9월 10일)
- (1964년 9월 10일) 秋海棠
- (1966년 12월 8일・9일) かさね
- (1970년 7월 9일) 神田祭
- (1971년 7월 10일) 吉野山
- (1972년 9월 9일) 寿、藤娘
- (1973년 9월 8일) 保名
- 제 17회 (1974년 10월 6일) 猪芸者 - 花柳祿春 (冨士野高嶺)と共演。
- (1975년 9월 6일) 紅白姿写絵・関守の松
- (1977년 9월 6일) 戻駕
- 제 22회 (1980년 11월 21일) 音羽菊捧る一枝 (常磐津 偲び草音羽菊) - 아마츠 오토메 추선　花柳祿也、藤間勘寿郎と共演。
- 제 24회 (1982년 9월 10일) 後月偲禄寿面影「長唄 月の幻」 - 藤間勘寿郎と共演。
- 제 25회 (1983년 10월 7일) 夢の雪路
- 제 26회 (1984년 10월 5일) 長唄 重帷子 - 三3세 하나야기 쥬스케와 공동출연
- 제 27회 (1985년 10월 8일) 長唄・清元 喜撰 (추선지 아마츠 오토메 5년제) - 藤間勘寿郎と共演。
- 제 28회 (1986년 10월 7일) 清元 雨の権八 - 카스가노 야치요 훈사등 보훈장 서훈 기념
- 제 30회 (1988년 10월 4일) 長唄 江島生島 - 하나야기 로쿠쥬 13회 추도선
- 제 31회 (1990년 10월 5일) 天津風追慕面影「扇の巻」 (長唄 四季の山姥)
- 제 32회 (1991년 10월 4일) 春信幻想曲
- 제 33회 (1992년 10월 16일) 長唄・常磐津 寿八千代道成寺　旧き舞台に感謝を捧げ 新しき舞台に望みを託す
- 제 34회 (1993년 10월 1일) 清元 神田祭
- 제 35회 (1994년 10월 7일) 清元 八重朧幻姿保名 (小唄幻保名)
- 제 37회 (1996년 10월 4일) 常磐津 景清
- 제 38회 (1997년 10월 14일) 大和楽 あやめ
- 제 39회 (1998년 10월 13일) 常磐津 夕월  - 하나야기 로쿠쥬 23회 추도선
- 제 40회 (1999년 10월 15일) 清元 花がたみ (카스가노 야치요 무대 생활 70주년 기념) - 피날레에서 은교를 건넘
- 제 41회 (2000년 10월 13일) 清元 春朧 (お嬢吉三) - 아마츠 오토메 20년제
- 제 42회 (2001년 10월 19일) 清元 偽せ紫
- 제 43회 (2002년 10월 11일) 清元 もやい船
- 제 44회 (2003년 10월 17일) 清元　幻椀久
- 제 47회 (2006년 10월 20일) 大和楽 なみだ生島
- 제 48회 (2007년 10월 19일) 長唄 振袖菊 - 한큐 창립 100주년 기념
- 제 49회 (2008년 10월 24일) 清元 浜行平 (3세 하나야기 쥬스케 추도)

### 식전 등
- 다카라즈카 가극 80주년 기념 식전 꿈을 그리며 화려하게 (1994년 9월 9일)
- 아듀・도쿄 다카라즈카 극장 (1997년 12월 27일 - 29일) 27・28일 : 야마토악 아야메 (아와지 치카게와 공동 출연), 29일 : 花に生命あり
- 코바야시 이치조 사후 50년 추도 스페셜 맑고 바르고 아름답게－이 가르침을 계속 지켜서－ (2007년 1월 25일) 清く正しく美しく

### 출연 작품

#### 연극
- 加茂川染/春夏秋冬 (1962년, 우메다 코마극장・하세가와 카즈오 특별공연)
- 鬼の少将夜長話 (1965년, 도쿄 다카라즈카 극장・7세 마츠모토 코시로 추선 특별공연)
- 白鷺屏風/歌舞伎十八番 (1966년, 우메다 코마극장・코마가부키)
- 朝の雪/紙屋治兵衛/初松魚 (1967년, 미소노좌・도쿄 가부키)
- 徳川の夫人たち (1968년, 도쿄 다카라즈카 극장・제국극장)
- 忠臣蔵/赤穂浪士 (1968년, 제국극장・제국가부키)
- 淀どの日記 (1969년, 中日劇場) (1971년, 제국극장・야마다 이스즈 35주년 기념)
- 源氏物語 (1971년, 제국극장・하세가와 카즈오 특별공연)
- 浮かれ式部 (1972년, 미소노좌)
- 菊枕 (1974년, 게쥬츠좌)
- 千姫曼荼羅 (1976년, 제국극장・야마다 이스즈 40주년 기념) (1977년, 중일극장)
- 歌麿 (1977년, 제국극장・하세가와 카즈오 특별공연)
- 女役者 (1979년, 제국극장)
- 吹けよ川風 (1979년, 제국극장・하세가와 카즈오 특별공연)
- 男の花道/春夏秋冬 (1981년, 도쿄 다카라즈카 극장・도쿄 가부키)

#### 무용
- 保名 (1963년, 오사카 마이니치홀・코토부키회)
- おもかげ曽我 (1964년, 신바 연무장・후지키회)
- 六歌仙業平/神田祭/田舎源氏 (1965년, 가부키좌・3세 하나야기 쥬스케 계승 피로)
- 吉野狐 (1967년, 신가부키좌・5세 하나야기 요시지로 계승 피로)
- しのぐ夏 (1967년, 중일극장・코이미즈회)
- かさね (1968년, 오사카 산케이홀・오토와 키쿠조 3주기 추선)
- 艶容女舞衣 (1972년, 국립극장・코이후우회)
- 五月雨 (1972년, 가부키좌・하나야기 쥬오 1주기 추선)
- 峠の万歳/小袖曽我 (1972년, 중일극장・제 25회 기념 나고야오도리)
- 鳥辺山 (1978년, 중일극장・코이미즈회)
- 鳥辺山 (1978년, 국립극장・일본무용협회)
- 紫匂う (1978년, 가부키좌・히오오기회)
- 幻椀久 (1982년, 중일극장・하나야기 쥬오 13주기 추선 무용회)
- 夢の雪路 (1983년, 가부키좌・하나야기 무용 연구회)
- 五월 雨 (1985년, 도쿄 다카라즈카 극장・하세가와 카즈오 추선 무용회)

#### 영화
- 情艶一代女 (1951년)
- 寳塚夫人 (1951년)
- 元禄水滸伝 (1952년)
- 春秋鏡山城 (1952년)
- かっぱ六銃士 (1953년)

#### 그 외 TV 방송
- 예도 (芸道) 50주년 카스가노 야치요 (1980년, 채널 킨키・NHK) - NHK오사카방송국에서 시청 가능

- NHK 스페셜 다카라즈카 동경과 전설의 90년 (2004년 7월 10일, NHK)

## 서적
- 하얀 장미의 초  (抄)   (다카라즈카 가극단)
- 「후회없는 한길  (悔いなき一本の道)」『내 마음의 자서전   (わが心の自叙伝) 영화・연극편』   (고베신문사)